# Weißkehl-Doktorfisch
Der Weißkehl-Doktorfisch (Acanthurus leucosternon) oder Weißbrust-Doktorfisch ist eine Art aus der Familie der Doktorfische. Er ist im Indischen Ozean von der Westküste Kenias bis Südafrika, an den Küsten der Malediven und der Seychellen bis nach Indonesien verbreitet. Er ist überwiegend im Flachwasser rund um Korallenriffe zu beobachten. Die IUCN listet ihn als im Bestand ungefährdet.

## Erscheinungsbild
Wie alle Doktorfische hat auch der Weißkehl-Doktorfisch einen seitlich abgeflachten Körper mit einem endständigen Maul. Die Körperseiten sind leuchtend blau gefärbt, die Rückenflosse ist gelb. Auch die Schwanzwurzel zeigt eine gelbe Färbung. Die Afterflosse, die Schwanzflosse und die Brustflossen sind dagegen bläulich getönt. Der Kopf des Weißkehl-Doktorfisches ist schwarz. Er hat außerdem einen weißen Kehlfleck, der bei Erregung heller wird.
Der vegetarisch von Fadenalgen lebende Weißkehl-Doktorfisch gehört zu den Doktorfischarten, die Fressschwärme ausbilden. Dieses Verhaltensmuster erlaubt ihnen, sich Nahrungsgründe zugänglich zu machen, in denen sie als Einzelfisch gegenüber aggressiveren Nahrungskonkurrenten unterlegen wären und von diesen verjagt würden. Bei reichlichem Nahrungsangebot werden diese Fressschwärme dagegen nicht ausgebildet. 

## Haltung
Die meisten Doktorfischarten sind sehr anspruchsvolle Pfleglinge im Aquarium. Der Weißkehl-Doktorfisch gilt dabei als besonders krankheitsanfällig und schwierig einzugewöhnen. Er zeigt außerdem ein aggressives Verhalten gegenüber anderen Doktorfischarten. 

## Trivia
Der IT-Dienstleister Atos Origin verwendete einen stilisierten Weißkehl-Doktorfisch als Unternehmenslogo.